# Le nozze di Figaro
Le nozze di Figaro (em português As bodas de Fígaro) é uma ópera-bufa em quatro atos composta por Wolfgang Amadeus Mozart, sobre libreto de Lorenzo da Ponte, com base na peça homônima de Pierre-Augustin Caron de Beaumarchais (Le Mariage de Figaro). Composta entre 1785 e 1786, estreou em Viena, em 1 de maio de 1786. Diz-se que Mozart começou a ter problemas com sua reputação a partir desta ópera, que satirizava certos costumes da nobreza. Há, no entanto, quem considere Le Nozze di Figaro como a obra-prima do compositor.

## Personagens
| Conde de Almaviva (esposo da Condessa, que vive assediando Susanna) | barítono               |
| Condessa de Almaviva (esposa do Conde)                              | soprano                |
| Fígaro (criado do Conde e noivo de Susanna)                         | baixo-barítono         |
| Susanna (criada da Condessa e noiva de Fígaro)                      | soprano soubrette      |
| Cherubino (pajem dos condes de Almaviva)                            | mezzo-soprano travesti |
| Marcellina (governanta)                                             | soprano                |
| Bartolo (médico) / Antonio (jardineiro, tio de Susanna)             | baixo                  |
| Basílio (maestro de canto da Condessa) / Don Curzio (juiz)          | tenor                  |
| Barbarina (filha de Antonio)                                        | soprano                |

## Sinopse
A ação desenrola-se no Castelo do Conde de Almaviva, algures perto de Sevilha, no ano de 1785.
Fígaro e Susanna, servos do Conde e da Condessa Almaviva, estão noivos e casam em breve.
O Conde mantém um longo assédio sexual a Susanna o que a faz duvidar que este venha a cumprir a sua promessa de abolir o tão odiado "direito do senhor", que estabelecia a prerrogativa de se deitar com a serva antes de a entregar ao futuro marido.

### Ato I
Numa sala pouco mobiliada, Fígaro e Susanna fazem os preparativos da sua iminente boda. O criado tira medidas do seu novo quarto para calcular a disposição dos móveis enquanto a donzela prova o chapéu que usará durante a cerimônia. Cheio de satisfação, Fígaro comenta que a proximidade do confortável quarto com os aposentos dos condes facilitará o trabalho do futuro casal. No entanto, Susanna quebra a sua felicidade quando lhe conta o verdadeiro propósito do seu senhor: a localização do quarto permitir-lhe-á estar mais perto da jovem para exercer o seu direito de pernada. Fígaro, consternado, pergunta à sua prometida como é possível que Almaviva queira fazer uso de um direito que ele mesmo aboliu. A jovem responde que o Conde parece ter-se arrependido de tal decisão. Soa uma campainha e Susanna acode à chamada da Condessa. Só em cena, Fígaro comenta que seu amo não conseguirá o que quer: se quiser dançar, terá de ser ao som do seu tocar.
A seguir Fígaro abandona a cena e entram Bartolo e Marcellina, que mostra ao médico um contrato em que Fígaro se compromete a devolver a soma de um empréstimo. A intenção da mulher é exigir o pagamento imediato dessa dívida com a finalidade de impedir a boda do criado, por quem está apaixonada. Bartolo decide apoiá-la, porque deseja vingar-se do criado; há algum tempo, Fígaro ajudou o Conde a raptar a sua amada pupila Rosina, que se transformaria na Condessa de Almaviva. Bartolo sai de cena e entra Susanna com um vestido da sua senhora. Ambas trocam insultos sob uma forçada cortesia.
Assim que Marcellina sai, chega Cherubino. O jovem pagem dos Condes confessa a Susanna que o seu senhor o despediu porque o surpreendeu com Barbarina, filha do jardineiro Antonia, e pede à criada que interceda por ele perante a Condessa, a quem venera. Depois, cheio de ardor adolescente, declara o seu amor por todas as mulheres.
Ouve-se o voz do Conde, que se aproxima à distancia. Cherubino esconde-se rapidamente por detrás de uma poltrona. Uma vez em cena, Almaviva corteja Susanna, mas a repentina chegada do sacerdote Basílio, cuja intenção é convencer a jovem prometida a aceder aos desejos do seu patrão, interrompe os seus propósitos. O Conde decide se esconder também atrás da poltrona, precisamente no momento em que o pagem abandona com muita agilidade o seu esconderijo para se sentar sobre o mesmo assento, que Susanna habilmente cobre com o vestido da Condessa. Basilio, pensando encontrar-se a sós com a criada, faz alusão à atração que Cherubino sente pela Condessa. Almaviva, irado, decide abandonar o seu esconderijo. Susanna finge desmaiar para salvar a situação que, no entanto, se enreda ainda mais quando o seu senhor descobre Cherubino enquanto explica, precisamente, como tinha descoberto o jovem com Barbarina. O aparecimento súbito de Fígaro com um grupo de camponeses quebra a tensão. Os aldeões atiram flores aos pés do Conde para lhe agradecer a abolição ao direito da pernada. Depois, o prometido pede ao seu senhor que coloque um véu branco sobre a cabeça de Susanna como símbolo de pureza. Almaviva compreende de imediato a manobra do seu criado e entra no jogo, mas interiormente promete vingar-se. O par pede perdão de Cherubino, que é exonerado das suas culpas a troco da sua imediata incorporação no regimento de Almaviva. O 1º ato termina com a cômica descrição que Fígaro faz da dura vida militar que aguarda o pagem.

### Ato II
Enquanto a Condessa lamenta as infidelidades do seu esposo, chegam Susanna e Fígaro, que a informa ter enviado uma carta anónima ao Conde, fazendo-o crer que existe outro homem na vida dela.
Sai Fígaro e nesse momento entra Cherubino, que canta o seu amor à Condessa. A Condessa e Susanna disfarçam-no de mulher e pedem ao Conde uma conversa com Susanna, à qual assistirá Cherubino. Nesse momento aparece o Conde e Cherubino tem de se esconder numa divisão. A Condessa diz ao Conde que é Susanna quem ali está escondida e ele tenta derrubar a porta.
Entretanto Susanna - também escondida - ajuda Cherubino a sair da divisão e põe-se no seu lugar.
Finalmente a Condessa confessa ao Conde que é Cherubino quem está ali; mas ao abrir a porta surge Susanna e tanto a Condessa como o Conde ficam muito surpreendidos. Então a Condessa, recompondo-se, diz que foi uma artimanha para o Conde ficar com ciúmes. Entra o jardineiro António, queixando-se que alguém partiu as suas floreiras ao saltar de uma janela. Entra Fígaro e diz que foi ele, mas António mostra um envelope que quem saltou pela janela, deixou cair; são, nem mais nem menos, as credenciais de Cherubino. Fígaro diz que Cherubino lho havia dado porque faltava o selo, mas o Conde não fica convencido com a explicação. Nesse mesmo momento, aparecem novamente Bartolo e Marcellina, que reclamam ao Conde o cumprimento da sua demanda, a sua boda com Fígaro.

### Ato III
O juiz Don Curzio exige a Fígaro o cumprimento do contrato com Marcellina, pagar-lhe uma grande soma de dinheiro. Mas como este não a tem, obriga-o a casar com ela. Fígaro escusa-se dizendo que ele é de família nobre e que não pode casar-se sem uma autorização dos pais. Como prova dessa nobreza, mostra as fraldas que levava quando o encontraram e um sinal no braço direito.
Então Marcelina diz que Fígaro é o seu filho, que desapareceu pouco depois de nascer, e que Bartolo é o pai; assim já não tem que se casar com ela. Quando chega Susanna e vê Marcellina e Fígaro abraçados, dá-lhe uma bofetada. E Marcelina explica-lhe a nova situação.
A Condessa dita a Susanna uma carta para o Conde, de modo a confundi-lo. Entretanto entra um grupo de camponesas para oferecer flores à Condessa, entre as quais se encontra Cherubino disfarçado de mulher. Mas o jardineiro António e o Conde descobrem-no.
Celebra-se a boda entre Fígaro e Susanna e durante o baile, Susana dá ao Conde a carta que escreveu, a pedido da Condessa, marcando um encontro para essa noite. A agulha, com que está fechada a carta, deve ser devolvida em sinal de recebimento. O plano é que nessa noite não se encontre com Susanna ou com Cherubino, mas sim com ela - Condessa - que trocou a sua roupa com Susanna.

### Ato IV
Fígaro surpreende a jovem Barbarina à procura da agulha que selava a carta, que o Conde lhe havia confiado para a entregar a Susanna. Mas ela perdeu-a. Fígaro sabe então que Susanna se vai encontrar com o Conde, mas ignora o plano. Enfadado, convida Bartolo e Basílio a serem testemunhas desse encontro e adverte-os sobre a infidelidade das mulheres.
Chegam a Condessa e Susanna, com as vestes trocadas, e ocasiona-se um encontro complicado.
Cherubino, que tinha ficado com Barbarina, vê a Condessa - que estava disfarçada de Susanna - e tenta beijá-la, mas nesse momento chega o Conde e é ele que recebe o beijo. Este responde-lhe com uma bofetada, mas atinge Fígaro que se tinha acercado para ver o que se passava.
Para se vingar do Conde, Fígaro começa a cortejar Susanna, pensando ser a Condessa, mas quando a reconhece declara-lhe o seu amor e esta enfurece-se cobrindo-o de bofetadas já que não se apercebeu que tinha sido reconhecida pelo marido. Quando dá conta, o par abraça-se e isto ira o Conde, que confunde Susanna com a Condessa. Quando se apercebe da situação, o Conde pede perdão à esposa pelas suspeitas e pela sua má conduta. A Condessa perdoa-o e acaba tudo numa alegre festa.

## Orquestração
- 1 cravo (para recitativo secco)
- 1 tímpano
- 2 flautas
- 2 oboés
- 2 clarinetes
- 2 fagotes
- 2 trompas
- 2 trompetes
- Inst. de cordas: violinos (primeiros e segundos), violas, violoncelos (para recitativo secco) e contrabaixos (para recitativo secco).

## Árias Famosas

### Ato I
- "Se vuol ballare" - Figaro - Ato I
- "La vendetta" - Doctor Bartolo - Ato I
- "Non so più cosa son, cosa faccio" - Cherubino - Ato I
- "Non più andrai" - Figaro - final do Ato I

### Ato II
- "Porgi, amor, qualche ristoro" - Condessa de Almaviva - Ato II
- "Voi, che sapete" - Cherubino - Ato II
- "Venite, inginocchiatevi" - Susanna - Ato II

### Ato III
- "Hai gia vinta la causa…Vedrò mentr'io sospiro" - Conde de Almaviva - Ato III
- "E Susanna non vien!…Dove sono i bei momenti" - Condessa de Almaviva - Ato III
- "Sull'aria? Che soave zeffiretto" - Susanna e Condessa - Ato III

### Ato IV
- "L'ho perduta, me meschina" - Barbarina - Ato IV
- "Il capro e la capretta" - Marcellina - Ato IV
- "In quegli anni" - Don Basilio - Ato IV
- "Tutto è disposto…Aprite un po' quegli occhi" - Figaro - Ato IV
- "Giunse alfin il momento…Deh vieni, non tardar" - Susanna - Ato IV

## Intérpretes mais proeminentes
- Fígaro - Cesare Siepi;
- Fígaro - Bryn Terfel;
- Fígaro - Giuseppe Taddei;
- Fígaro - Anton Scharinger;
- Fígaro - Sesto Bruscantini
- Fígaro - Ferrucio Furlanetto;
- Fígaro - José Van Dam;
- Fígaro - Hermann Prey;
- Susana - Alison Hagley;
- Susana - Anna Moffo;
- Susana - Barbara Bonney;
- Susana - Rossana Potenza;
- Susana - Marie McLaughlin;
- Susana - Diana Damrau;
- Susana - Mirella Freni;
- Susana - Lucia Popp;
- Conde de Almaviva - Rodney Gilfry;
- Conde de Almaviva - Eberhard Wächter;
- Conde de Almaviva - Thomas Hampson;
- Conde de Almaviva - Marco Glimaldi;
- Conde de Almaviva - Tito Gobbi;
- Conde de Almaviva - Dietrich Fischer-Dieskau;
- Conde de Almaviva - Ruggero Raimondi;
- Conde de Almaviva - Gabriel Bacquier;
- Condessa de Almaviva - Hillevi Martinpelto;
- Condessa de Almaviva - Elisabeth Schwarzkopf;
- Condessa de Almaviva - Charlotte Margiono;
- Condessa de Almaviva - Gundula Janowitz;
- Condessa de Almaviva - Kiri Te Kanawa;
- Condessa de Almaviva - Madelyn Rennen;
- Condessa de Almaviva - Montserrat Caballé;
- Condessa de Almaviva - Renee Fleming;
- Cherubino - Pamela Helen Stephen;
- Cherubino - Fiorenza Cossotto;
- Cherubino - Petra Lang;
- Cherubino - Tiziana Carraro;
- Cherubino - Maria Ewing;
- Cherubino - Frederica von Stade;
- Cherubino - Sena Jurinac;
- Cherubino - Agnes Baltsa;
- Don Bartolo - Kurt Moll;
- Don Bartolo - Fernando Corena;
- Don Bartolo - Nicolai Ghiaurov;
- Don Bartolo - Paolo Montarsolo;
- Marcellina - Marie McLaughlin;
- Marcellina - Jane Berbié;
- Marcellina - Anna Caterina Antonacci;
- Don Basílio - Luigi Alva;
- Don Basílio - Michel Sénéchal;
- Don Basílio - Ugo Benelli;
- The English Baroque Soloists, maestro: John Eliot Gardiner
- Philharmonia Orchestra and Chorus, maestro: Carlo Maria Giulini;
- Royal Concertgebouw Orchestra, maestro: Nikolaus Harnoncourt;
- London Symphony Orchestra, maestro: Claucio Abbado;
- Chicago Symphony Orchestra, maestro: Georg Solti.